# 民主集中制
民主集中制（英語：democratic centralism），是列宁提倡的一种进行决策的组织原则。冷战时期，曾经在马列主义阵营的国家中广泛实行。但也有非马列主义国家（例如1975年以来穆罕默德-礼萨·巴列维统治下的伊朗）实施民主集中制。

## 起源和发展
民主集中制的首创者是列宁，其背景是苏联共产党之前身俄国社会民主工党组织路线的论争。由于沙俄专制警察国家的特殊状况，列宁认为，俄国党不可能像德国等西欧国家议会党团那样，公开努力赢得选票，合法地争取政权；相反，党必须是小规模秘密地由职业革命家组成，在统一的指挥下有严密纪律的组织，否則稍有不慎就可能會被沙俄查獲肅清。此前，马克思在1859年致恩格斯的一封信中也提到，无产阶级政党“必须绝对保持党的纪律，否则将一事无成”。恩格斯1883年给倍倍尔的信亦说过，“党的现行纪律，少数必须服从多数”。
列宁将党的组织工作理论化，强调合理的组织对于夺取革命胜利的重要性。在与温和党人马尔托夫的辩论中，1904年列宁提出了科层制的党的组织管理原则。他把党看作是有组织的部队，其中各个成员并不是自行列名入党，而是由党的一个组织接收，必须服从党的纪律。列宁明确地把党纪叫做“集中制”，实行军事化的管理，使党变成科层制的有级别、自上而下可以发布命令的机构，以更有力地向沙俄残暴统治进行斗争。列宁说：“集中制要求中央和党的最遥远、最偏僻的部分之间没有任何壁障”、“中央有直接掌握每一个党员的绝对权力”。中央靠分层的军事化管理，掌握基层的每一个党员，于是党中央成为统帅部，下设各级党委和支部，建立金字塔型的组织系统，服从领导被上升为“党性”，否定党的纪律则被认定为“否定党性”，可以党纪处分并开除。这种集中制是一种带有强制性的组织管理，其形式正如马克斯·韦伯所指出的那样，是具有一种金字塔形状按水平层次划分的等级官僚制。由于遭到反对派批评，列宁随即在集中制前加上了“民主的”定语，称为“民主的集中制”，但其重心为集中则是不言而喻的。 

1899年到1904年间，列宁曾多次主张按民主集中制建党。1904年，列宁在《进一步，退两步》一书中强调：
|  | 党是工人阶级有组织的部队，党必须按集中制原则组织起来。在党处于秘密活动条件下，党的代表大会为党的最高机关，民主选举中央领导机构，这就体现了民主原则；在党的代表大会闭会至召开下层代表大会为止，党中央为党的最高机关，一切活动在党中央领导下进行，这就体现了集中的原则。 |

但列宁的民主集中制思想一提出，立即遭到了德国社会民主党一些人的反对。1904年7月，罗莎·卢森堡认为：
|  | 极端集中制观念的基本思想，即主要通过组织章程把机会主义和工人运动隔离开来的思想，是根本错误的。 |

1905年11月，布尔什维克在自己的第二次代表会议上首先提出了“民主的集中制”概念，同年12月召开的塔墨尔福斯代表会议予以确认。列宁在1906年3月《提交俄国社会民主工党统一代表大会的策略提纲》一文中开始正式使用“民主的集中制”一词，其后党的“四大”通过的新党章明确规定“党的一切组织是按民主集中制原则建立起来的。”后来列宁不断完善这一思想，并在他起草的《加入共产国际的条件》中规定：“加入共产国际的党，应该是按民主集中制的原则建立起来的。”这样，“民主的集中制”原则就成了各国共产党遵守的普遍原则。
1919年3月俄国共产党（布尔什维克）第八次代表大会期间形成了主要由布尔什维克知识分子组成的民主集中派，他们批判了俄共布领导党内权力过度集中、压制地方党组织活动和对工业的僵化控制，认为党内民主集中制的民主方面被削弱。因此，他们主张恢复“无产阶级专政”，反对“一党专制”。主要人物包括瓦列里安·奥波连斯基等人。民主集中派的主张未获得广泛支持，主要人物后被开除党籍，大清洗期间遭到处决。

## 中华人民共和国的民主集中制
民主集中制被中国共产党奉为党的根本组织原则。《中国共产党章程》第十条对民主集中制有详细描述：
（一）党员个人服从党的组织，少数服从多数，下级组织服从上级组织，全党各个组织和全体党员服从党的全国代表大会和中央委员会。

（二）党的各级领导机关，除它们派出的代表机关和在非党组织中的党组外，都由选举产生。
（三）党的最高领导机关，是党的全国代表大会和它所产生的中央委员会。党的地方各级领导机关，是党的地方各级代表大会和它们所产生的委员会。党的各级委员会向同级的代表大会负责并报告工作。
（四）党的上级组织要经常听取下级组织和党员群众的意见，及时解决他们提出的问题。党的下级组织既要向上级组织请示和报告工作，又要独立负责地解决自己职责范围内的问题。上下级组织之间要互通情报、互相支持和互相监督。党的各级组织要按规定实行党务公开，使党员对党内事务有更多的了解和参与。
（五）党的各级委员会实行集体领导和个人分工负责相结合的制度。凡属重大问题都要按照集体领导、民主集中、个别酝酿、会议决定的原则，由党的委员会集体讨论，作出决定；委员会成员要根据集体的决定和分工，切实履行自己的职责。

（六）党禁止任何形式的个人崇拜。要保证党的领导人的活动处于党和人民的监督之下，同时维护一切代表党和人民利益的领导人的威信。

1982年颁布的《中华人民共和国宪法》（俗稱《八二宪法》），规定了国家机构的基本组织原则是民主集中制：
第三条　中华人民共和国的国家机构实行民主集中制的原则。

全国人民代表大会和地方各级人民代表大会都由民主选举产生，对人民负责，受人民监督。
国家行政机关、监察机关、审判机关、检察机关都由人民代表大会产生，对它负责，受它监督。

中央和地方的国家机构职权的划分，遵循在中央的统一领导下，充分发挥地方的主动性、积极性的原则。
民主集中制，有兩種重要精神：
1. 執行期間的絕對服從。
2. 任何主張及行動均以多數意見為基礎並得由多數意見加以最后的判決。

民主集中制進一步闡述的話，據新華社提到，主要有六个原则：
　　第一，坚持“四个服从”。即党员个人服从党的组织，少数服从多数，下级组织服从上级组织，全党各个组织和全体党员服从党的全国代表大会和中央委员会。这“四个服从”，既体现了民主，又体现了集中，是对党内政治生活秩序的总概括。
  
　　第二，坚持选举产生党的领导机关。党的各级委员会由党的同级代表大会选举产生，向代表大会负责并报告工作，接受代表大会的监督。选举是民主的主要实现形式。
　　第三，坚持集体领导。党章规定，党的各级委员会实行集体领导和个人分工负责相结合的制度。凡属重大问题，要按照集体领导、民主集中、个别酝酿、会议决定的原则，由党的委员会集体讨论，作出决定；委员会成员要根据集体的决定和分工，切实履行自己的职责。集体领导是民主集中制在党的领导制度上的具体体现，是贯彻民主集中制的关键环节。
　　第四，善于发挥下级党组织的积极性。《关于新形势下党内政治生活的若干准则》规定，要“建立上级组织在作出同下级组织有关重要决策前征求下级组织意见的制度”，体现了党的上级组织要把对下级组织的领导和对下级组织的支持联系起来、统一起来的要求。
　　第五，注意尊重少数人意见。党内讨论决定重大问题时，出现不同意见是常有的。党员可以在党内自由平等地表达意见，就意味着对不同意见应当宽容。只要少数人服从多数人的裁决，就应当允许少数人保留自己的意见，绝不能因为是少数或因为有不同意见而加以歧视。
  
　　第六，禁止个人崇拜。党章规定，党禁止任何形式的个人崇拜。要保证党的领导人的活动处于党和人民的监督之下，同时维护一切代表党和人民利益的领导人的威信。这是我们党总结国际共产主义运动和自身建设历史经验得出的重要结论。

### 发展过程

#### 早期
五大闭幕后不久，中共中央政治局于1927年6月1日通过了《中国共产党第三次修正章程议决案》。其中，第一次明确规定“党部的指导原则为民主集中制”。这是在中国共产党的根本法规上，第一次出现民主集中制的提法。
1928年6月至7月在苏联莫斯科举行的中国共产党第六次全国代表大会，通过了《中国共产党党章》。在关于执行党的民主集中制的组织原则方面，规定党员及地方组织要无条件地执行“共产国际代表大会或本党代表大会，或党内指导机关所提出的某种决议”，并规定党的全国代表大会要“得共产国际同意后召集之”。

#### 第一代领导人时期
1938年10月，毛泽东在《论新阶段》的政治报告中第一次完整地提出了“四个服从”的纪律要求，指出：
必须重申党的纪律：（一）个人服从组织；（二）少数服从多数；（三）下级服从上级；（四）全党服从中央。谁破坏了这些纪律，谁就破坏了党的统一。
1945年4月至6月，中国共产党第七次全国代表大会通过了《中国共产党党章》，更加完善了党的民主集中制的原则，对扩大党内民主和实行集中统一领导作了详细的规定。自党的七大以后，中国共产党都将“四个服从”作为民主集中制的基本原则和最重要的政治纪律写入党章。
1945年4月，毛泽东在《论联合政府》中首次科学概括了民主和集中的辩证关系：民主集中制“是民主的，又是集中的，就是说，在民主基础上的集中，在集中指导下的民主。”
刘少奇认为，民主集中制“反映党的领导者与被领导者的关系，反映党的上级组织与下级组织的关系，反映党员个人与党的整体的关系，反映党的中央、党的各级组织与党员群众的关系。”
1956年9月26日，中国共产党第八次全国代表大会通过的《中国共产党章程》，对贯彻党的民主集中制的根本原则作出了许多新规定。
1957年2月，毛泽东在《关于正确处理人民内部矛盾的问题》的讲话中对民主集中制的内涵作出新的概括，
在人民内部，民主是对集中而言，自由是对纪律而言。这些都是一个统一体的两个矛盾着的侧面，它们是矛盾的，又是统一的，我们不应当片面地强调某一个侧面而否定另一个侧面。……这种民主和集中的统一，自由和纪律的统一，就是我们的民主集中制。
毛泽东曾經在擴大會議上表示“中國的民主集中制是建立在民主基础上的集中制；无产阶级的集中，是在民主基础上的集中。各级党委是执行领导集体的机关，但党委的领导，是集体的领导，不是總书记个人独断”

#### 第二代领导人时期
1977年8月18日，中国共产党第十一次全国代表大会通过的《中国共产党章程》在总纲及有关条款中增写了关于民主集中制的内容。

1978年12月13日下午，邓小平在中央工作会议闭幕会上作了题为《解放思想，实事求是，团结一致向前看》的重要讲话。他指出：
民主是解放思想的重要条件。在过去一个相当长的时期内，民主集中制没有真正实行。离开民主讲集中，民主太少。为了保障人民民主，必须加强法制，必须使民主制度化、法律化。
1979年3月，邓小平更加深刻地说明了民主和集中互为条件、相辅相成的辩证关系，他在党的理论工作务虚会上指出：“我们实行的是民主集中制，这就是民主基础上的集中和集中指导下的民主相结合。”
1982年9月6日，中国共产党第十二次全国代表大会审议通过了《中国共产党章程》，对党的民主集中制做了比较充分、比较具体的规定。

#### 第五代领导人时期
2016年10月27日，中国共产党第十八届中央委员会第六次全体会议通过《关于新形势下党内政治生活的若干准则》，指出“民主集中制是党的根本组织原则”并作出了一系列规定

### 制度特色
1. 人民可上訪，但不能越級上訪，一些懂得法律的人可以為自己或為他人參与維權行動。[來源請求]
2. 全国人民代表大会的代表，省、自治区、直辖市、设区的市、自治州的人民代表大会的代表，由下一级人民代表大会选举。不设区的市、市辖区、县、自治县、乡、民族乡、镇的人民代表大会的代表，由选民直接选举。[29]全国人民代表大会选举中华人民共和国主席、副主席、中央军事委员会主席、最高人民法院院长、最高人民检察院检察长。[30]地方各级人民代表大会选举本级国家机关领导人员。[31]

### 评价
中国共产党认为，民主集中制既体现了党内广泛的民主性，又体现了党内高度的集中性，是党内民主与党内集中的有机统一。
华东政法大学杨嵘均研究认为，自中共十八大以来，民主集中制的实践主要在于全过程人民民主，其特点主要在于过程与结果的统一、理论与实践的统一、部分与整体的统一，体现了中国特色社会主义民主政治的优势。

## 参見
- 一党制
- 民主集權制

## 外部連結
- 袁剛《民主集中制和国家官僚制》 （页面存档备份，存于）